# Oltu
Oltu (en armenio: Ողթիկ, Voght'ik; en georgiano: ოლთისი, Oltisi) es una ciudad y distrito de la provincia de Erzurum, en Turquía. Es famoso por la extracción, y elaboración como complementos, de la piedra semipreciosa -y homónima con la ciudad- Oltu taşı (turco: "piedra de azabache" o ámbar negro).

## Historia
Oltu, hasta entonces otomana, fue traspasada al Imperio Ruso en 1878. Durante la Primera Guerra Mundial pasó a poder de Armenia, formando parte del proyecto de la Armenia Wilsoniana a mediados de 1919, posesión confirmada por el Tratado de Sèvres[cita requerida], que nunca fuera ratificado. Los nacionalistas turcos recuperaron Oltu el 5 de septiembre de 1920. Finalmente el Tratado de Gümrü (2 de diciembre de 1920) puso fin a la guerra. 